# Llei Orgànica d'Oklahoma

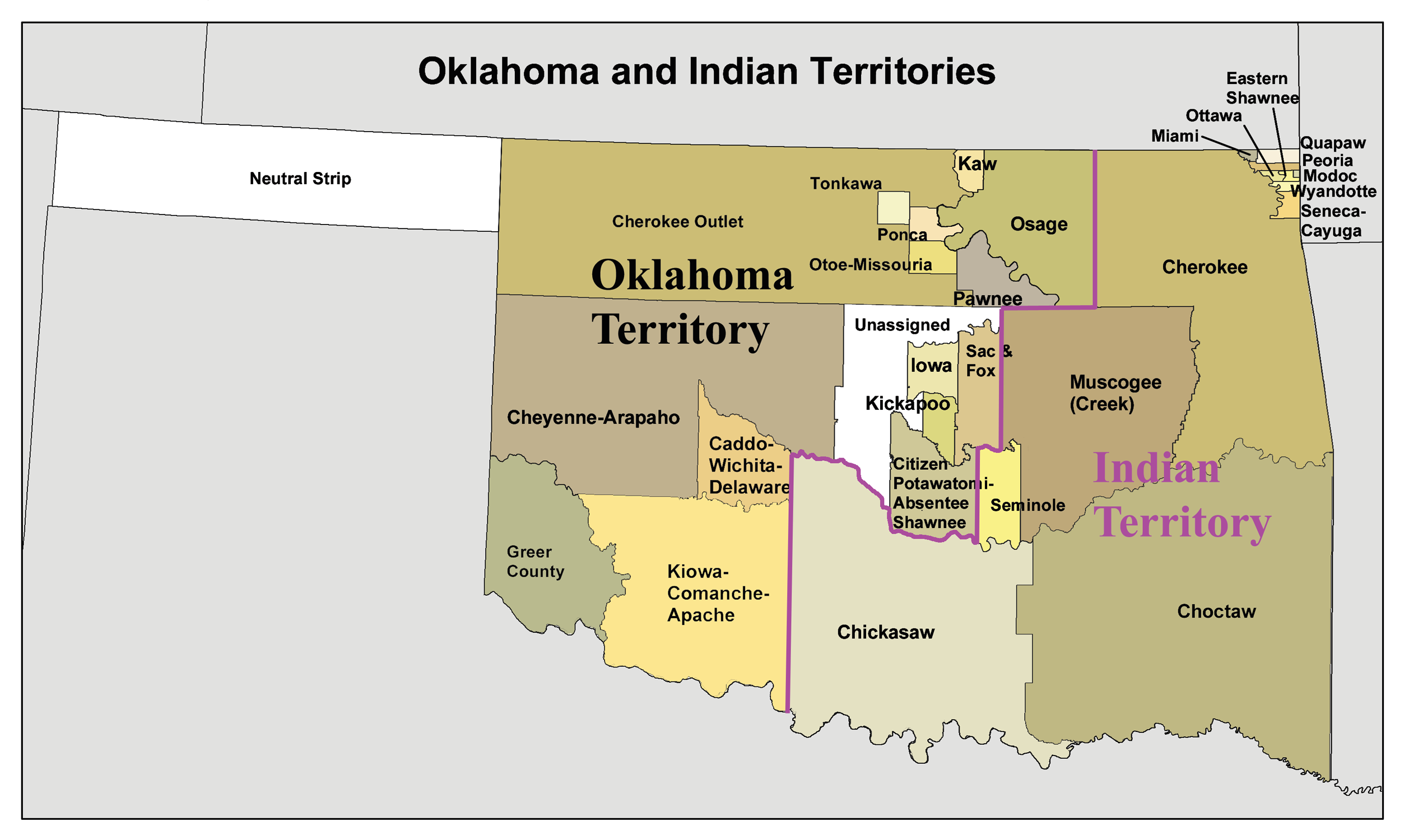
Mapa del Territori d'Oklahoma i el reduït Territori Indi cap al 1890.

La Llei Orgànica d'Oklahoma (Oklahoma Organic Act) és la Llei del Congrés dels Estats Units mitjançant la qual es va crear el Territori d'Oklahoma i el Territori Indi el 1890.
Aquest tipus de lleis orgàniques són un estatut utilitzat per descriure un Territori abans que fos admès a la Unió com a estat. En general, la Llei Orgànica d'Oklahoma pot considerar-se com una sèrie d'actes legislatius, des del moment de la Reconstrucció, promulgada pel Congrés en preparació per a la creació de l'Estat d'Oklahoma. La Llei Orgànica va crear el Territori d'Oklahoma i el Territori Indi, que eren territoris organitzats incorporats pels Estats Units a partir de l'antic Territori Indi "desorganitzat".
A causa de la peculiar història d'Oklahoma (gran part de l'estat era un lloc on els indígenes aborígens sempre havien viscut i al qual després del forçós trasllat altres tribus van ser traslladades aquí), aquesta va ser un de les diverses lleis que tenien com a objectiu l'assimilació de les tribus a Oklahoma i els Territoris Indis a través de l'eliminació de les reserves tribals i l'eliminació de la propietat comunal de les tribus.